# Balzac (Zweig)
Balzac, (en alemán Balzac. Eine Biographie) es un breve ensayo biográfico (así considerado por el autor) del escritor austriaco Stefan Zweig. Escrito junto a otros dos sobre Charles Dickens y Fiódor Dostoyevski (Tres Maestros: Balzac, Dickens, Dostoyevski) durante una década, fue publicado en 1920. La obra es una excelente muestra de la admiración de Zweig a uno de los más grandes novelistas de Francia del siglo XIX, a quién consideraba el Napoleón de las letras francesas.
Zweig aprovecha para tratar algunos temas como el conflicto del escritor con su tiempo, experimentado por él mismo, o su lucha por ser reconocido como se merece.
Durante gran parte de su vida trabajó en una biografía más completa de Balzac (Balzac: La novela de una vida), obra de más de 400 páginas que no pudo ver concluida por la pérdida de sus manuscritos al exiliarse a Brasil y su posterior suicidio en 1942. Esta sería terminada por su amigo y editor Richard Friedenthal.

## Argumento
En  esta obra, Zweig plasma la prolija obra de Honoré de Balzac, su infeliz infancia, su búsqueda del lujo y el reconocimiento, sus amores e intensa vida y la triste soledad en la que murió. Todo ello con la intención, según la dedicatoria que hace el propio autor de su obra a su gran amigo Romain Rolland de no pretender ser una introducción, sino quintaesencia, condensación, extracto.